# Radeon
Radeon (произносится /ˈreɪdiːɒn/) — торговая марка графических процессоров, производимых подразделением Radeon Technologies (бывшая ATI Technologies) компании Advanced Micro Devices (AMD). Торговая марка была создана в 2000 году компанией ATI Technologies (в 2006 году поглощённой компанией AMD). Графические решения этой серии пришли на смену серии Rage. Под этой маркой существует четыре большие группы устройств, которые могут быть классифицированы в первую очередь по поддерживаемой версии DirectX. Можно продолжить деление на меньшие классификационные единицы, например, по версии HyperZ, количеству пиксельных конвейеров, а также частоте работы процессора и памяти.

## Марки
AMD никогда не работала и не работает сейчас непосредственно с потребительским рынком. Наоборот, графические процессоры Radeon продают независимым сборщикам, которые затем производят готовые к использованию видеокарты, основанные на процессорах Radeon, различным OEM или непосредственно в розничную сеть. Основные потребители продуктов Radeon: Sapphire Technology, ASRock, PowerColor, XFX, HIS (поставщики, которые выпускают только видеокарты на графических чипах производства AMD), Asus, Gigabyte, MSI.

## Поколения
| Торговое наименование                           | Серия                             | Техпроцесс (нм) | Поддерживаемые версии API          | Поддерживаемые версии API | Поддерживаемые версии API | Примечания |
| Торговое наименование                           | Серия                             | Техпроцесс (нм) | DirectX                            | OpenGL                    | Mantle                    | Примечания |
| ----------------------------------------------- | --------------------------------- | --------------- | ---------------------------------- | ------------------------- | ------------------------- | --- |
| R7000-R7200                                     | R100                              | 180             | DirectX 7.0                        | OpenGL 1.3                | Нет                       | Первый графический процессор, полностью поддерживающий функции DirectX 7. Анонсирован в 2000 году. R100 обладала большой пропускной способностью и скоростью заполнения благодаря применению в нём новой технологии HyperZ. Среди первых моделей были Radeon SDR, DDR, LE(DDR) и 7000/VE. |
| R7500                                           | RV200                             | 150             | DirectX 7.0                        | OpenGL 1.3                | Нет                       | Уменьшение размеров кристалла R100 вместе с некоторым изменением логики работы ядра и изменённой частотой работы. Анонсирован в 2001. Единственная выпущенная потребительская серия видеокарт — Radeon 7500. |
| R8500,R9000-R9250                               | RV250,R200                        | 150             | DirectX 8.1                        | OpenGL 1.4                | Нет                       | Второе поколение Radeon. Первое применение архитектуры программируемых пиксельных шейдеров. Поддерживается новейшая версия пиксельных шейдеров 1.4. В эту серию входят Radeon 8500, 9000, 9200 и 9250. |
| R9500-R9800, X300-X600, X1050                   | R300                              | 150             | DirectX 9.0                        | OpenGL 2.0                | Нет                       | Поддержка DirectX 9.0 и встроенный пиксельный шейдер. Анонсирована в 2002. В эту серию входят Radeon 9500-9800, X300-X600 и X1050. |
| X700-850                                        | R420                              | 130             | DirectX 9.0b                       | OpenGL 2.0                | Нет                       | Во многом основываясь на предыдущем поколении, особенностью этой серии стала поддержка пиксельных шейдеров версии 2b. Эта новая версия шейдеров, специфицированная ATI и Microsoft, предоставляет больше гибкости при программировании. В эту серию входят Radeon X700-X850. |
| X1300-1950                                      | R520                              | 90/80           | DirectX 9.0c                       | OpenGL 2.0                | Нет                       | Серия видеокарт, обладающих поддержкой DirectX 9.0c и пиксельных шейдеров версии 3. Выпущена в октябре 2005. Видеокарты этой серии обладают полной поддержкой технологий, требующихся для обеспечения сглаживания при использовании эффекта High Dynamic Range Rendering. В серию входят Radeon X1300-X1950. Это были последние видеокарты, имевшие в обозначении приставку «Х», в обозначении более новых карт используются буквы «HD», иногда — «R» |
| HD2000-HD3000                                   | R600                              | 65/55 nm        | DirectX 10.0/ DirectX 10.1 (RV670) | OpenGL 3.3                | Нет                       | Первая серия графических процессоров Radeon, обеспечивающих полную поддержку технологии DirectX 10 и вторая попытка внедрить унифицированную шейдерную модель. Основные продукты этой серии — HD 2400, HD 2600 и HD 2900. Также существует модель HD 3000 с уменьшенным размером кристалла, которая полностью поддерживает DirectX 10.1. |
| HD4000                                          | R700                              | 55              | DirectX 10.1                       | OpenGL 3.3                | Нет                       | Основывается на ядре R600. В целом, переходная модель с увеличенным числом потоковых процессоров, уменьшенным потреблением энергии, поддержкой видеопамяти типа GDDR5 для графических процессоров высшего сегмента RV770 and RV740(HD4770). Поступил в продажу в июне 2008. Модели HD 4850 и HD 4870 оборудованы восемьюстами поточными процессорами и видеопамятью типов GDDR3 и GDDR5 соответственно. Модель 4890 была фактически копией 4870 с увеличенными рабочими частотами. Модель 4870x2 обладала одной тысячей шестьюстами потоковыми процессорами и памятью типа GDDR5, установленной на 512-битной шине с эффективной пропускной способностью до двухсот тридцати целых четыре десятых Гбит/с. |
| HD5000                                          | Evergreen                         | 40              | DirectX 11                         | OpenGL 4.5                | Нет                       | Серия доступна с сентября 2009. Представляет новый 40-нм техпроцесс с увеличенным числом потоковых процессоров и полной поддержкой новой версии графического API DirectX 11, которая вышла в октябре 2009 одновременно с Microsoft Windows 7. Начиная с этого семейства в кодовом имени перестала употребляться традиционная конструкция Rxxx/RVxxx. Первыми видеокартами этого семейства были 5870 и 5850. Были выпущены драйверы с полной поддержкой OpenGL 4.0 для всех видеокарт, входящих в это семейство. |
| HD6000                                          | Northern Islands                  | 40              | DirectX 11                         | OpenGL 4.5                | Нет                       | Это первое семейство видеокарт, вышедшее под торговой маркой «AMD». Представляет третье поколение видеокарт 40-нм техпроцесса, представляющее переработку существующей архитектуры и шейдерной модели для улучшения производительности. Доступно с октября 2010 года в виде видеокарт 6850 и 6870. Видеовыход в 3D осуществляется посредством HDMI 1.4a и DisplayPort 1.2 |
| HD7000                                          | Southern Islands                  | 40/28           | DirectX 11 / 11.2 / 12             | OpenGL 4.5                | Да                        | Вводит новую вычислительную архитектуру Graphics Core Next (с англ. — «следующее графическое ядро», наряду с архитектурой VLIW5, использованной в предыдущем поколении. Поддержка 4K (разрешение). Первая доступная модель — 7970 — стала доступной 9 января 2012. |
| HD8000                                          | Sea Islands                       | 40/28           | DirectX 11.0 / 11.2 / 12           | OpenGL 4.5                | Да                        | Весь 2013 год. Серия только для OEM, являет собой перемаркированный HD7000. |
| R5 210—230, R7 240—265, R9 270—290              | Volcanic Islands                  | 28              | DirectX 11.2 / 12                  | OpenGL 4.5                | Да                        | С октября 2013. Новый низкоуровневый API Mantle (поддержка в некоторых играх, в частности на движке Frostbite 3), для прямого доступа к железу минуя высокоабстрактный DirectX, призванный поднять производительность (будет работать на всех GCN-картах). Технология аппаратного ускорения (эффекты, позиционирование, микширование) звука TrueAudio (требуется поддержка и со стороны игры), призванная поднять качество звука в играх на новый уровень. |
| R5 3xx, R7 3xx, R9 3xx, R9 Nano / Fury / Fury X | Pirate Islands, Caribbean Islands | 28              | DirectX 11.2 / 12                  | OpenGL 4.5 / Vulkan       | Да                        | |
| AMD Radeon RX 400 series                        | Arctic Islands, Polaris           | 14              | DirectX 12                         | OpenGL 4.5 / Vulkan       | Да                        | |
| AMD Radeon RX 500 series                        | Polaris                           | 14/12           | DirectX 12                         | OpenGL 4.5 / Vulkan       | Да                        | |
| AMD Radeon RX 600 series                        |                                   |                 |                                    |                           |                           | |
| AMD Radeon RX Vega                              | Vega                              | 14/7            | DirectX 12                         | OpenGL 4.5 / Vulkan       | Да                        | |
| AMD Radeon RX 5000 series                       | Navi                              | 7               | DirectX 12                         | OpenGL 4.5 / Vulkan       | Да                        | |
| AMD Radeon RX 6000 series                       | Big Navi                          | 7               | DirectX 12                         | OpenGL 4.5 / Vulkan       | Да                        | Устройства относящиеся к Radeon RX 6000 стали первыми среди видеокарт AMD получившими аппаратную поддержку технологии Ray Tracing(трассировка лучей, рейтрейсинг) |
| AMD Radeon RX 7000 series                       |                                   |                 | DirectX 12                         | OpenGL 4.6 / Vulkan       |                           | |

## Именование и позиционирование
В настоящее время в маркировку Radeon заложены сведения о поколении, рыночном сегменте и относительной производительности. Первая цифра обозначения (например, 5ххх) указывает на поколение видеокарты и является отсылкой к используемому в ней графическому процессору. Второе число обозначает рыночный сегмент, на который нацелена данная видеокарта. Например, видеокарта с обозначением х9хх причисляется в высшему сегменту, тогда как обозначение х5хх свидетельствует о бюджетном классе данной видеокарты. Третья цифра обозначения показывает относительное быстродействие в рамках своего сегмента, то есть хх7х — более мощная видеокарта, чем хх5х. При этом как правило считается, что видеокарты более высокого рыночного сегмента в целом производительнее (х85х мощнее, чем х77х). Первоначально для определения быстродействия использовались суффиксы наименований видеокарт. В нижеприведенных таблицах содержатся все подробности классификации видеокарт, а также история её изменения.
Начиная с видеокарт класса DirectX 9, система обозначений Radeon изменилась. Первоначально применялась следующая система.
| Категория продукта   | Обозначение карты (* — любой символ) | Типичные суффиксы                 | Ценовой сегмент (доллар США) | Память              | Память            | Память                        | Выходы                                      | Примеры продуктов           |
| Категория продукта   | Обозначение карты (* — любой символ) | Типичные суффиксы                 | Ценовой сегмент (доллар США) | Тип                 | Разрядность (бит) | Объём (Мб)                    | Выходы                                      | Примеры продуктов           |
| -------------------- | ------------------------------------ | --------------------------------- | ---------------------------- | ------------------- | ----------------- | ----------------------------- | ------------------------------------------- | --------------------------- |
| Продвинутая/ высшая  | *9** *8**                            | XTX, XT, XT PE, XL, Pro, GTO, GT, | >$200                        | GDDR3, GDDR4, GDDR5 | 256 или 384       | 1024, 2048, 3072              | Dual DVI и HDMI (HD 2000 dongle)            | 9800, X800, X1950, HD 2900  |
| Основная             | *7** *6** *5**                       | XT, XL, Pro, SE, GTO, GT, HD      | $70-200                      | DDR2, GDDR3, GDDR4  | 128               | 128, 256, 512 или 1024        | D-sub,DVI/ Dual DVI и HDMI (HD 2000 dongle) | 7500, X700, X1600, HD 2600  |
| Бюджетная/ недорогая | *4** *3** *2** *1** *0**             | SE, HM                            | <$70                         | DDR2, GDDR3         | 64                | 64 или 128 (HM: 768 или 1024) | D-sub, DVI и HDMI (HD 2000 dongle)          | X300, X1050, X1400, HD 2400 |

Смена принципов маркировки произошла в 2001 году. Тогда было предложено обозначать 7ххх видеокарты с поддержкой DirectX 7, 8ххх — с поддержкой DirectX 8 и т. д. Однако уже в 2002 году вышли видеокарты Radeon 9000/9200, которые обладали полной аппаратной поддержкой лишь DirectX 8. ATI их рекламировала как «совместимые с DirectX 9.0», тогда как видеокарта Radeon 9700, действительно аппаратно поддерживающая DirectX 9, рекламировалась как «соответствующая DirectX 9.0».
С выходом Radeon HD 3000 компания отказалась от использования в обозначения продуктов суффиксы PRO, XT, GT и XTX, а классификация продуктов стала вестись по последним двум цифрам обозначения (см. выше). Подобное изменение произошло и в именовании встраиваемых графических процессоров. Ниже представлена схема построения обозначений видеокарт после всех этих изменений.
| Категория                         | Диапазон обозначения (с шагом в 10)1 | Цена продукта (доллар США) | Память                              | Память              | Память                        | Выходы                                     | Пример(ы)                                                  |
| Категория                         | Диапазон обозначения (с шагом в 10)1 | Цена продукта (доллар США) | Тип                                 | Разрядность (бит)   | Объём (Мб)                    | Выходы                                     | Пример(ы)                                                  |
| --------------------------------- | ------------------------------------ | -------------------------- | ----------------------------------- | ------------------- | ----------------------------- | ------------------------------------------ | ---------------------------------------------------------- |
| Продвинутая/ высшая               | 800-990                              | >$300                      | GDDR3, GDDR4, GDDR5                 | 256                 | 256, 512 или 1024             | 2 DVI, HDMI, DP (dongle)                   | HD 3850/3870 HD 4830/4850/4870/4890 HD 5830/5850/5870/5970 |
| Основная                          | 600—790                              | $150-250                   | DDR2, GDDR3, GDDR4                  | 128                 | 128, 256, 512 или 1024        | D-sub, DVI                                 | HD 3650 HD 4650/4670 HD 5670/5750/5770                     |
| Основная                          | 600—790                              | $150-250                   | DDR2, GDDR3, GDDR4                  | 128                 | 128, 256, 512 или 1024        | DVI, 2 DP, HDMI (dongle)                   | HD 3650 HD 4650/4670 HD 5670/5750/5770                     |
| Бюджетная/ недорогая              | 330-590                              | <$150                      | DDR2, GDDR3                         | 64                  | 64 или 128 (HM: 768 или 1024) | D-sub, DVI, HDMI, DP (dongle)              | HD 3450/3470 HD 5450/5550/5570                             |
| Встроенные графические процессоры | 000-300                              | Не доступно                | UMA, память side-port (GDDR2/GDDR3) | UMA, 16 (side-port) | 64, UMA (зависит от ОС)       | D-sub, DVI, HDMI, DP, Компонентный (YCbCr) | X1270/X1250/X1200 HD 3200/HD 3100/2100                     |

После выхода AMD Fusion, реализации принципа «система на кристалле» от AMD, принцип обозначения видеокарт снова был откорректирован. Следующая таблица показывает сложившуюся в последнее время систему.
| Категория                                 | Диапазон обозначения (с шагом в 10)1 | Цена продукта (доллар США) | Память                        | Память            | Память                   | Выходы                    | Примеры                                                                        |
| Категория                                 | Диапазон обозначения (с шагом в 10)1 | Цена продукта (доллар США) | Тип                           | Разрядность (бит) | Объём (Мб)               | Выходы                    | Примеры                                                                        |
| ----------------------------------------- | ------------------------------------ | -------------------------- | ----------------------------- | ----------------- | ------------------------ | ------------------------- | ------------------------------------------------------------------------------ |
| Продвинутая/ высшая                       | 900-990                              | >$300                      | GDDR5                         | 256 или 384       | 2048 2×2048              | 2 DVI, HDMI, mini-DP      | HD 6950/6970 HD 6990/HD 7970 HD 7950/HD 7990                                   |
| Производительная/ средняя                 | 700-890                              | $150-299                   | GDDR5                         | 128 256           | 1024 или 2048            | 2 DVI, HDMI, 2 mini-DP    | HD 6750/6770 HD 6790/6850/6870 HD 7750/7770 HD 7850/7870                       |
| Основная/недорогая                        | 500-690                              | <$150                      | DDR3, GDDR3, GDDR5            | 128               | 512 или 1024             | D-sub, DVI, HDMI, mini-DP | HD 6570/6670                                                                   |
| Основная серия Fusion                     | 400-690                              | Не доступно                | UMA, память side-port (DDR3)? | UMA, side-port?   | 128, UMA (зависит от ОС) | D-sub, DVI, HDMI, mini-DP | HD 6450 Встраиваемый графический процессор Llano: HD 6550D/6530D               |
| Серия Fusion с низким электропотреблением | 000-390                              | Не доступно                | UMA                           | UMA               | 64, UMA (зависит от ОС)  | D-sub, DVI, HDMI, mini-DP | Встраиваемые графические процессоры Ontario/Zacate: HD 6320D/6310D/6290D/6250D |

- ↑  Последние две цифры определяют конкретную модель подобно суффиксам видеокарт ATI, то есть цифры 70 по смыслу соответствуют обозначению XT, а цифры 50 — обозначению Pro.[4]

## Драйверы

### Microsoft Windows
AMD Radeon Software Crimson (изначально ATI Catalyst) представляет собой пакет драйверов видеокарт семейства Radeon для ОС Microsoft Windows.
Также существуют неофициальные любительские пакеты, например, драйверы Omega и драйверы DNA. Эти пакеты обычно содержат подборку драйверов различных версий и специальные ключи реестра Windows, что нацелено на увеличение производительности и качества изображения. Естественно, официальная поддержка таких пакетов не осуществляется и корректная работа не гарантируется. Также встречаются драйверы, содержащие изменённые системные файлы, и предназначенные для возможности использования видеокарты продвинутыми пользователи за пределами официальных спецификаций.

### Macintosh
Раньше ATI занималась поддержкой Кекстов[уточнить] для своих видеокарт и чипсетов материнских плат, выпускаемых для компьютеров Apple. Однако после покупки ATI компанией AMD, последняя прекратила поддержку драйверов не только для классических версий Mac OS, но и для OS X. Тем не менее утилиты для управления и настройки видеокарт для OS X доступны через сайт поддержки клиентов Apple, однако кексты для предыдущих версий Mac OS можно найти исключительно на архивных сайтах, сохраняющих старые версии драйверов. Для управления и настройки возможностей видеокарт использовался интерфейс ATI Displays, который работал не только с розничными видеокартами, но и с их OEM версиями.

### GNU/Linux
Существуют два пакета драйверов, доступных для ОС GNU/Linux: драйверы с открытым кодом «Radeon», создаваемые пользовательским сообществом при поддержке AMD и на основании опубликованных AMD спецификаций, а также проприетарные драйверы, выпускаемые самой AMD. В настоящее время открытые драйверы уступают проприетарным по возможностям и скорости, но эта разница быстро сокращается и уже в конце 2014 года стала несущественной. При этом, благодаря открытой модели разработки драйверов Radeon, они имеют лучшую интеграцию с ядром Linux (это связано с тем, что в их разработку вовлечены и разработчики ядра Linux) и для них доступна поддержка пользователей со стороны авторов дистрибутивов Linux.
Изначально ATI не выпускала собственные драйверы для Linux. Вместо этого предоставлялись полные спецификации для разработчиков инфраструктуры прямого рендеринга (Direct Rendering Infrastructure) в рамках различных соглашений о неразглашении. Однако в 2004 году ATI разместила объявление о найме персонала для создания группы поддержки драйверов fglrx (FireGL and Radeon X) для Linux (XFree86 и X.Org Server). Вышедший проприетарный драйвер не был простым портом драйверов Catalyst для Windows. Вместо этого драйверы для Linux были основаны на коде драйверов для FireGL (драйверы для FireGL и ранее работали с Radeon, хотя официально такой возможности не предоставлялось), то есть видеокарты, предназначенной для профессионалов, а не для игр. Таким образом драйверы для Linux основаны в целом на том же коде, что и ATI Catalyst для Windows, начиная с версий 4.х, выпущенных в 2004 году. Проприетарные драйверы для Linux не поддерживают видеокарты, созданные на основе чипсета R200 (Radeon 8500-9200, 9250). Для избежания возможных проблем рекомендуется устанавливать драйверы только из официального репозитория их изготовителя.
Частота обновления драйверов изначально было недостаточной, однако значительно увеличилась к конце 2004 года, когда новые версии стали выходить каждые два месяца, что вдвое реже, чем обновления ATI Catalyst. Начиная с конца 2005 года драйверы выпускаются раз в месяц, синхронно с драйверами для Windows.
В 2008 году AMD изменило нумерацию драйверов. Теперь драйверы получают номера по шаблону <год>.<месяц>, хотя сами файлы по-прежнему имеют внутреннюю нумерацию по старой схеме. Начиная с версии 8.43 драйверы для Linux и Windows основываются в целом на одном и том же коде. В 2009 из драйверов были исключена поддержка чипсета R500 и более старых. Последняя версия с их поддержкой — 9.3.

### FreeBSD
В системах, работающих на FreeBSD возможно использование тех же открытых драйверов, что и для Linux. При этом обеспечивается поддержка 2D и 3D ускорения для чипсетов до R300 включительно. Однако поддержка R300 во многом носит экспериментальный характер ввиду того, что для полной её реализации требуется провести обратную разработку проприетарных драйверов AMD. Однако с опубликованием официальных спецификаций (произошло после покупки ATI) в драйвер была включена поддержка 2D режимов вплоть до чипсета R700 посредством свободных и открытых драйверов (FOSS). Также была добавлена поддержка базовых функций (то есть реализация API OpenGL 1.5) 3D ускорения для чипсетов до R500. Ввиду недостатка документации поддержка 3D ускорения на чипсетах R600/R700 носит минимальный, экспериментальный характер. Работы по обеспечению поддержки чипсета Evergreen находятся на начальном этапе.
Ни ATI ранее, ни AMD сейчас не поддерживает драйверы fglrx для FreeBSD, однако известно существование порта, сделанного третьей стороной в январе 2007.

## Маркетинговые особенности
До августа 2010 года торговая марка была известна как ATI Radeon, после чего AMD решила её переименовать в AMD Radeon для более широкого распространения своей основной марки. Продукты серии до HD 5000 (включительно) маркировались как ATI, тогда как продукты серии HD 6000 и более новые маркируются как AMD.

### Модули памяти
В августе 2011 года AMD расширила использование марки Radeon также на выпускаемую ей оперативную память. Первоначальный список продуктов под этой маркой содержал три вида модулей памяти типа DDR3 SDRAM и объёмом 2 Гб: Entertainment (1333 МГц, CL9 9-9), UltraPro Gaming (1600 МГц, CL11 11-11) и Enterprise (спецификации не раскрыты).